# Jarosław Grzelak
Jarosław Grzelak (ur. 1964) – producent telewizyjny, związany od 1991 roku z Telewizją Polską (TVP), od marca 2007 roku pełni obowiązki Dyrektora Agencji Informacji TVP S.A. 
Ukończył Nauki Polityczne na Uniwersytecie Warszawskim i podyplomowe studium zarządzania przy Szkole Głównej Handlowej w Warszawie. 
W latach 1994–1996 kierował zespołem ”Panoramy” (za czasów prezesury Wiesława Walendziaka), w latach 1996–1997 zespołem ”Wiadomości”. Od 1997 do 2001 roku był szefem publicystyki w Pierwszym Programie TVP. 
W trakcie tworzenia kanału tematycznego TVP Kultura koordynował jego powstanie, a następnie był dyrektorem organizacyjno-finansowym kanału. Producent wielu widowisk i programów telewizyjnych.